# Scopula amala
Scopula amala là một loài bướm đêm trong họ Geometridae.